# Porta Soprana

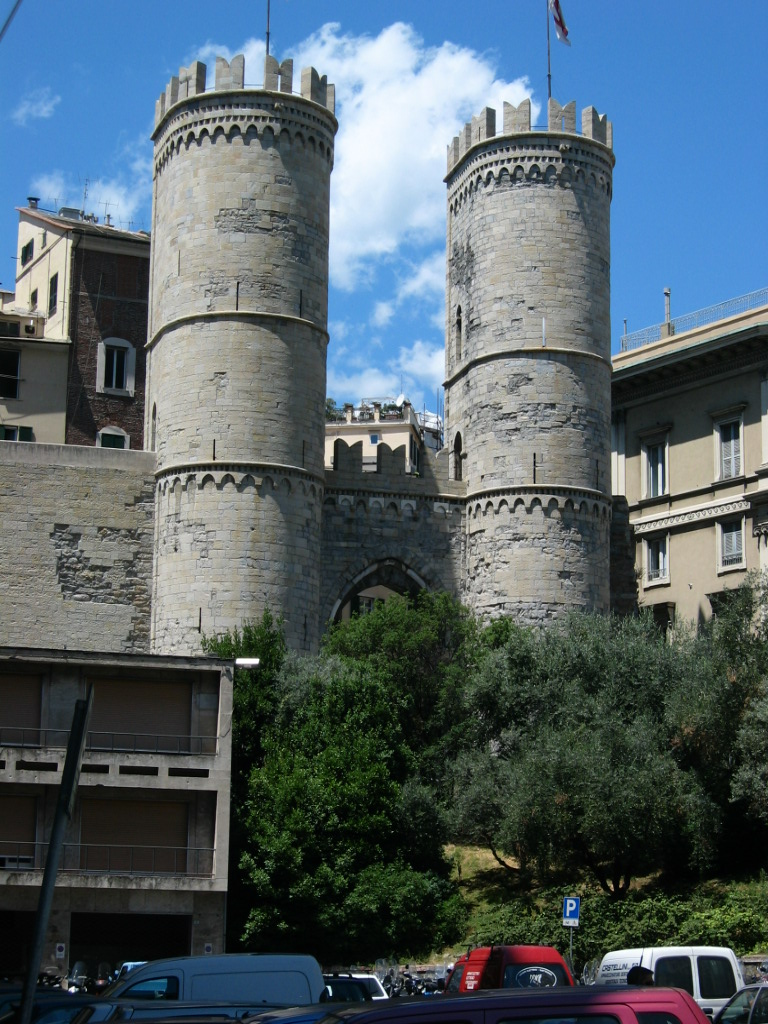
La Porta Soprana de Gènova.

La Porta Soprana o Porta di Sant'Andrea (en ligur Porta de Sant'Andria) va ser una de les portes d'accés a la ciutat de Gènova (Itàlia). Una de les edificacions medievals més important de la ciutat, està situada en el lloc històric conegut com Piano di Sant'Andrea, en el cim del turó homònim, aplanat a principis del segle xx, que li dona nom (l'apel·latiu Soprana és una corrupció de Superana: la porta es deia així perquè estava situada elevada respecte a la ciutat).
Era una de les portes d'accés a la ciutat ja a l'època de la segona cinta de muralles de Gènova (segle ix o x); no obstant això, la construcció actual (després de les àmplies restauracions realitzades sota la direcció d' Alfredo D'Andrade) reprodueix l'aspecte que la porta devia tenir al moment de la seva reconstrucció durant l'edificació de la tercera cinta (Mura del Barbarossa, 1155-1159).
A poca distància d'aquesta porta es troba la casa-museu de Cristòfor Colom. Tant els museus de les torres de la porta com la casa de Colom estan oberts al públic.

## Inscripcions a la porta

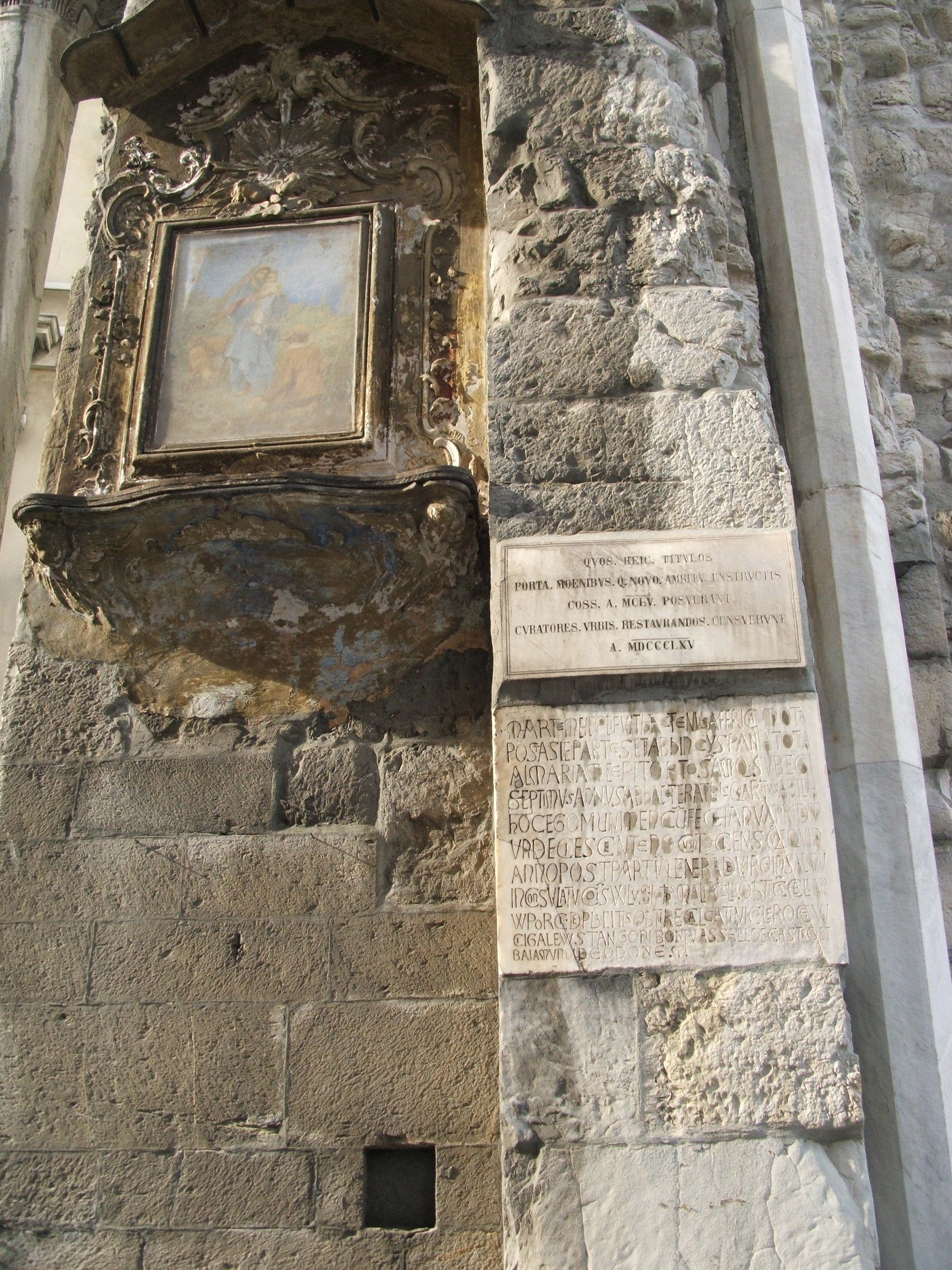
La inscripció a la part dreta de la porta (vinent des de l'exterior).

A la part esquerra de la porta (respecte a qui hi entra des de l'exterior) hi ha un gravat en què la ciutat s'adreça al ciutadà que es prepara per creuar-la:
| « | † In nomine omnipotentis Dei, Patris et Filii et Spiritus Sancti. Amen. Sum munita viris, muris circumdata miris et virtute mea pello procul hostica tela. Si pacem portas licet has tibi tangere portas, si bellum moveres tristis victusque recedes. Auster et Occasus, Septemptrio novit et Ortus quantos bellorum superavi Ianua motus. In consulatu comunis Wilielmi Porci, Oberti Cancellarii, Iohannis Malaucelli et Wilielmi Lusii et placitorum Boiamundi de Odone, Bonivassalli de Castro, Wilielmi Stanconis, Wilielmi Cigale, Nicole Roce et Oberti Recalcati | † En nom de Déu Totpoderós, Pare, Fill i Esperit Sant. Amén Estic custodiada per soldats, envoltada per esplèndides muralles i llanço lluny amb el meu valor els dards enemics. Si portes la pau, apropa't més a aquestes portes, si busques la guerra, trist i derrotat et retiraràs. El Sud i el Ponent, el Septentrió i l'Orient saben a quantes convulsions de guerra jo, Gènova, m'he imposat. Durant el consolat de la ciutat de Guglielmo Porco, Oberto Cancelliere, Giovanni Maluccelli, i Guglielmo Lusio, i dels placiti (jutges) Boemondo di Odone, Bonvassallo di Castro, Guglielmo Stangone, Guglielmo Cigala, Nicola Roca i Oberto Recalcati | » |

A la part oposada apareix la següent inscripció:
| « | Marte mei populi fuit hactenus, Affrica mota post Asie partes et ab hinc Yspania tota; Almariam cepi Tortosamque subegi, septimus annus ab hac et erat bis quartus ab illa. Hoc ego munimen cum feci Ianua pridem undecies centeno cum tociensque quino anno post partum venerande Virginis almum. In consulatu comunis Wilielmi Lusii, Iohannis Maliaucelli, Oberti Cancellarii, Wilielmi Porci; de placitis Oberti Recalcati, Nicole Roce, Wilielmi Cigale, Wilielmi Stangoni, Bonivassalli de Castro et Boiamundi de Odone | Per la guerra del meu poble es va sacsejar Àfrica, les regions d'Àsia i des d'aquí tot Espanya. Vaig conquerir Almeria i subjugar Tortosa, aquesta fa set anys i aquella fa vuit anys, quan jo, Gènova, vaig començar a aixecar aquesta fortificació l'any mil cent cinquanta-cinc després del gloriós part de la Santa Mare de Déu. Durant el consolat de la ciutat de Guglielmo Lusio, Giovanni Maloccello, Oberto Cancelliere, Guglielmo Porzio; dels placiti Oberto Recalcati, Nicola Roca, Guglielmo Cigala, Guglielmo Stangone, Bonvassallo di Castro i Boemondo di Odone | » |

## Restauracions

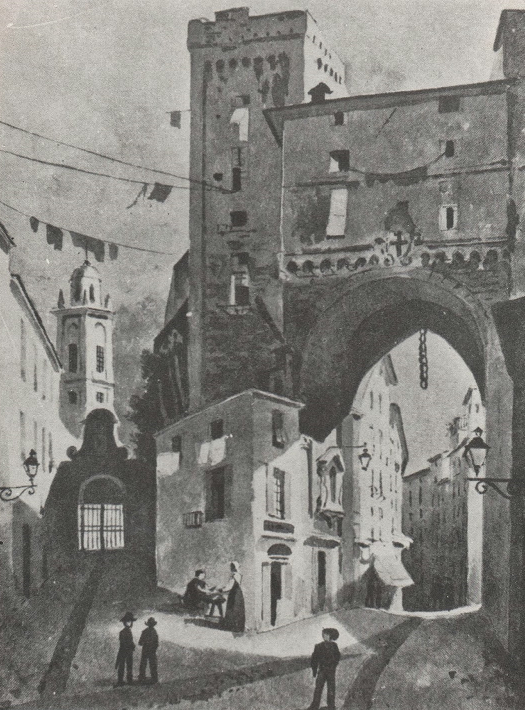
La Porta Soprana com apareixia a mitjans del en una aquarel·la de Domenico Cambiaso. A l'esquerra s'aprecia l'accés al Monastero di Sant'Andrea (actualment desaparegut), mentre que des de l'arc de la porta pengen alguns anells de les catene di Porto Pisano.

Desaparegut el paper únicament defensiu i ampliada les muralles, a partir del segle xiv la porta va ser literalment engolida pel desenvolupament urbanístic, amb la construcció del barri de Ponticello. A més, sobre l'arc d'entrada entre les dues torres es va construir una casa d'una planta (augmentada amb una altra planta al segle xix), on va habitar el fill de Sanson (el botxí que havia guillotinat Lluís XVI en temps de la Revolució Francesa).
També al segle xix, les dues torres es van dedicar a presó, igual que el proper Convent di Sant'Andrea (la presó «de la Torre»), i s'hi situaven també els habitatges dels carcellers.
El monument, reduït a finals del segle a una sèrie d'edificis, un cop desapareguts els merlets de les seves muralles, va ser restaurat a partir de 1890 per l'arquitecte Alfredo d'Andrade, director de la Superintendència de Belles Arts.
També a càrrec del laboratori d'Andrade, en aquesta època es va restaurar la torre nord i, amb ella, l'arc que cobreix l'entrada de la porta i s'hi van incorporar les escultures dels capitells (les àguiles d'estil romànic pisà).
La torre sud va romandre tancada al perímetre d'un edifici d'habitatges fins a la dècada del 1930 quan, amb la demolició del barri de Ponticello, l'estructura va ser restaurada sota la direcció d'Orlando Grosso.

## Imatges

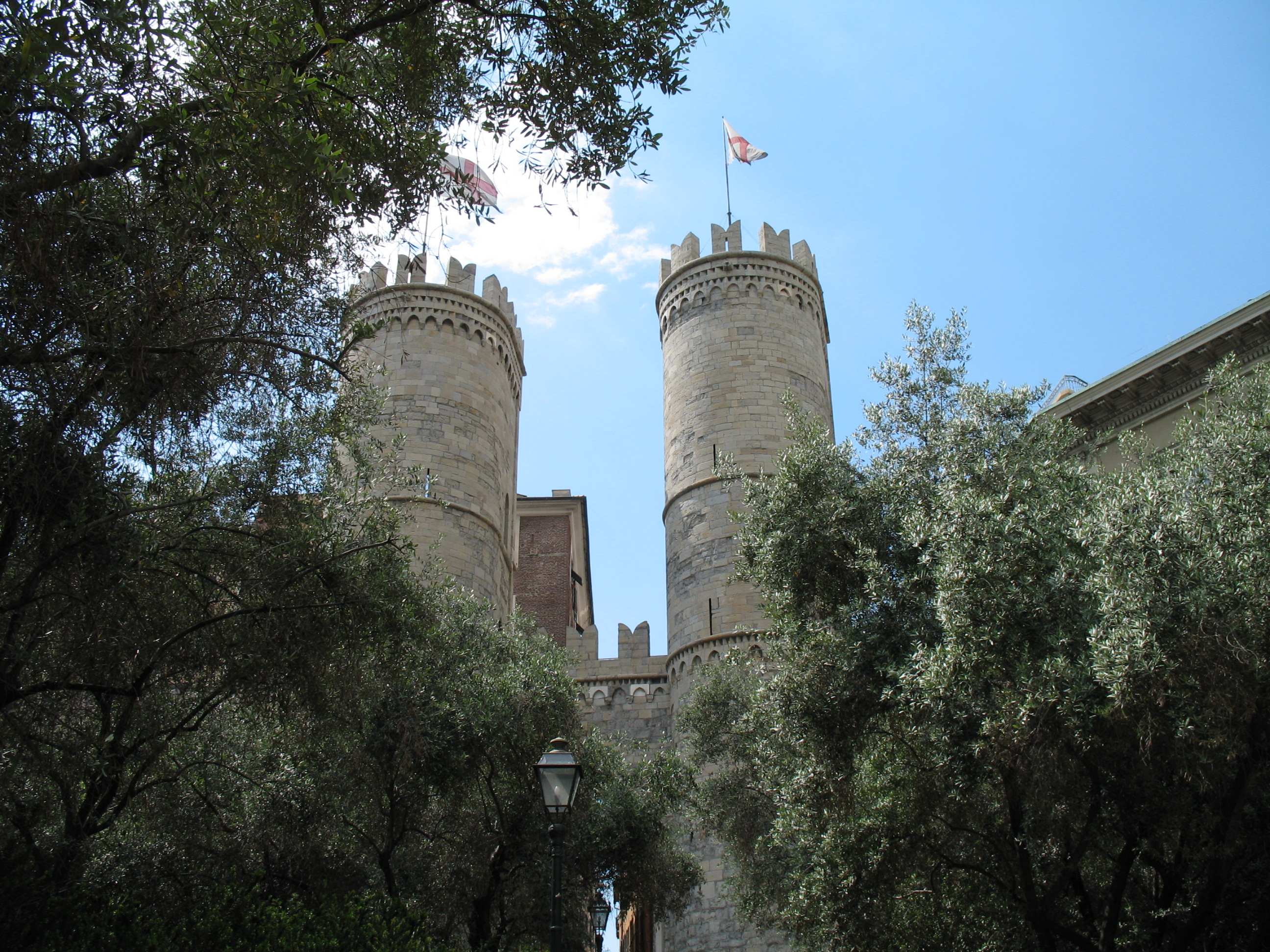
La Porta Soprana des de lluny
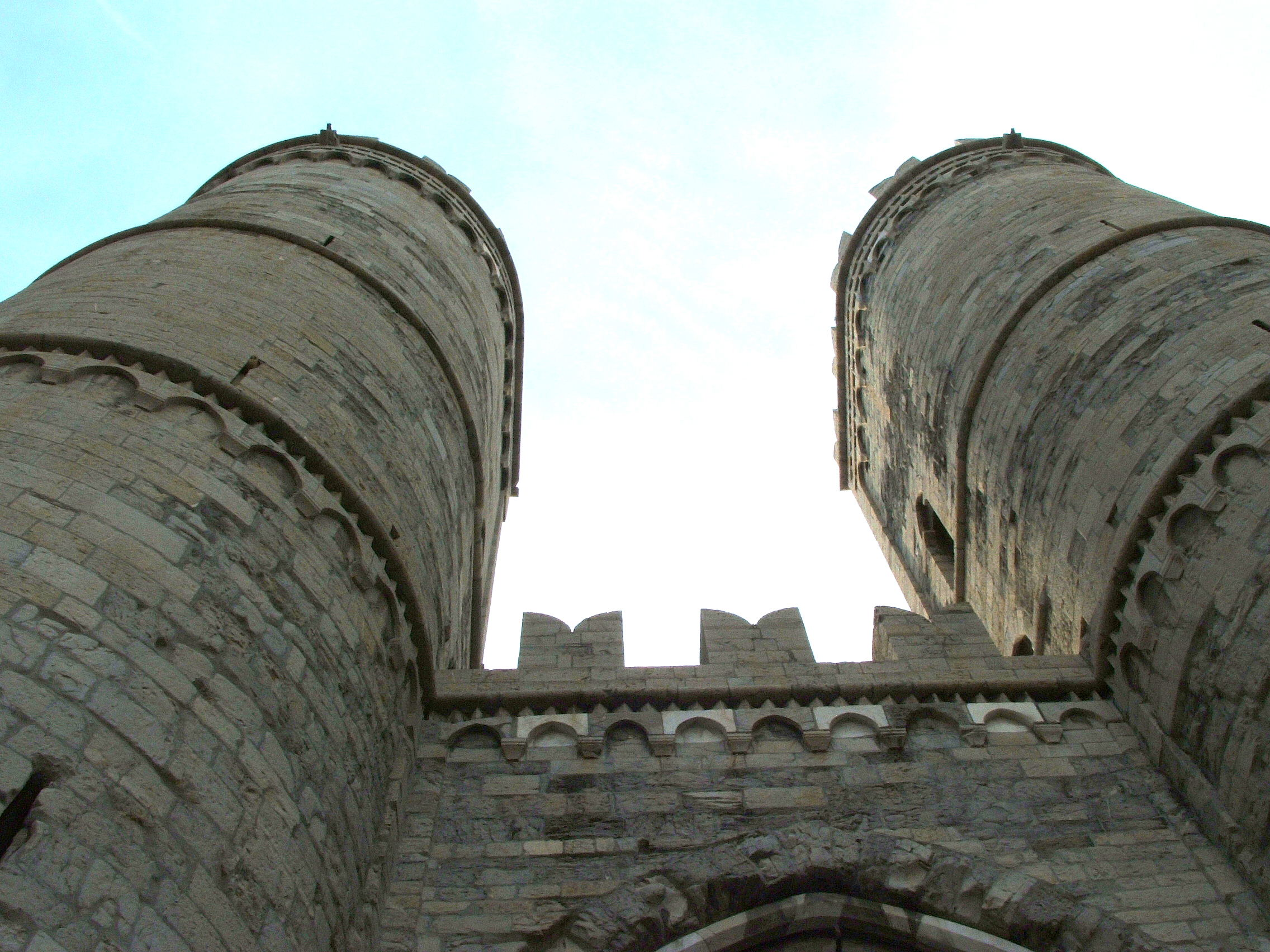
La Porta Soprana des de la base
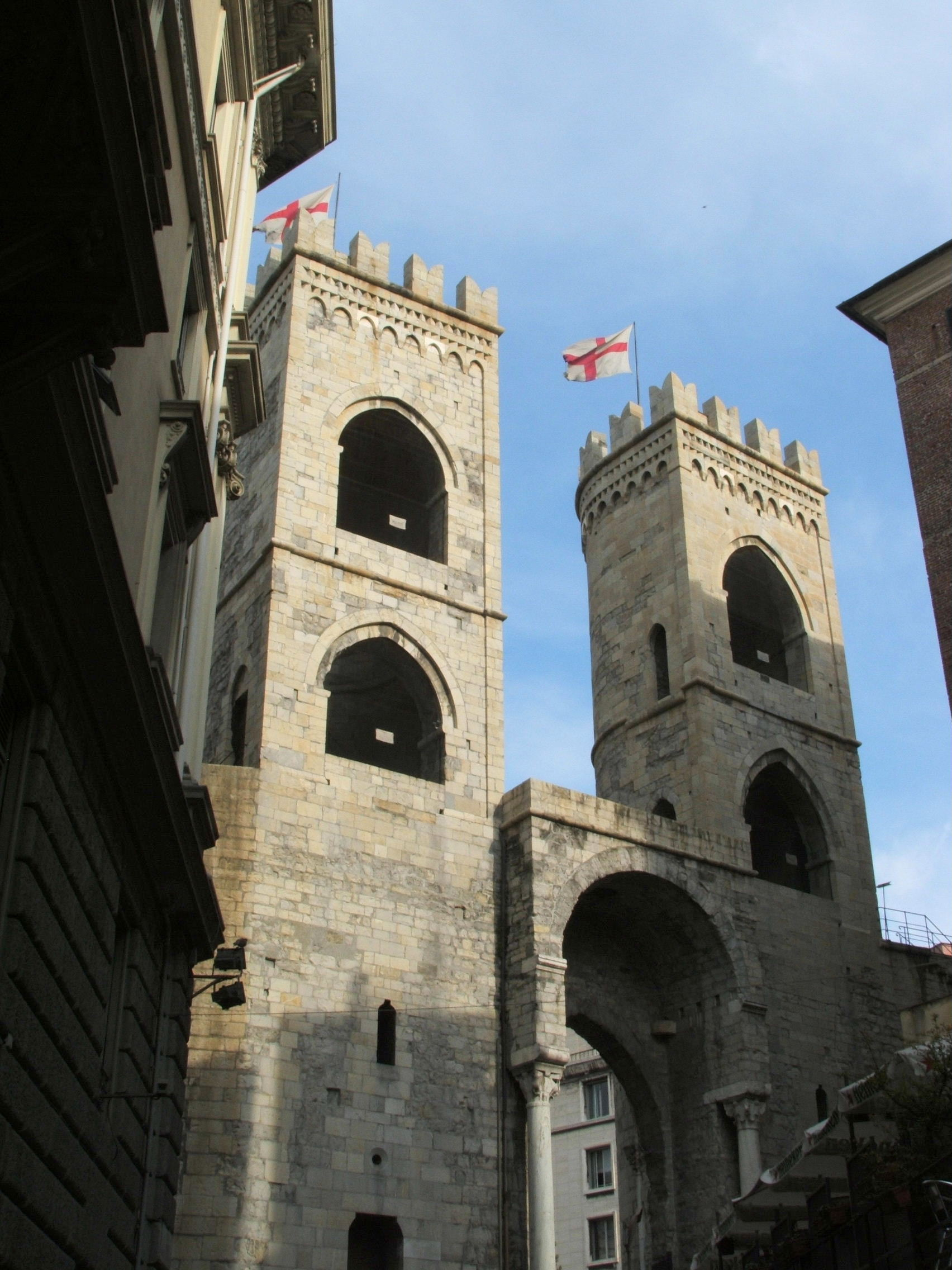
Part del darrere de la Porta Soprana